# 王弼臣
王弼臣（1919年—），男，山西交城人，中华人民共和国政治人物，曾任山西省军区政治委员，山西省人大常委会副主任。